# Hisko von Emden
Hisko Abdena, Propst von Emden (* unbekannt; † 1427) gehörte im endenden 14. Jahrhunderts einer der mächtigsten ostfriesischen Häuptlingsfamilien an: den Abdenas. Ihr Machtzentrum war die Stadt Emden.

## Leben
Ab 1398, nach der Vertreibung der Vitalienbrüder von der Insel Gotland und damit aus der Ostsee, nahm Hisko Teile der Seeräuber bei sich auf. Um seine eigenen territorialpolitischen Interessen zu wahren, kollaborierte er schließlich mit der Hanse und übergab dieser am 6. Mai 1400 die Stadt und das Schloss Emden. Damit wurde die Basis für weitere Operationen gegen die Seeräuber in Ostfriesland gelegt.
1413 gelang es Keno II. tom Brok, Hisko aus Emden zu vertreiben. Dieser floh infolgedessen nach Groningen (heute Niederlande).